# Paul Barbarin
Adolphe Paul Barbarin (* 5. Mai 1899 in New Orleans; † 10. Februar 1969 in New Orleans) war ein US-amerikanischer Jazzmusiker (Schlagzeug, Komponist). Er galt neben Baby Dodds als einer der wichtigsten Schlagzeuger des frühen New Orleans Jazz.

## Leben
Sein Vater Isidore war in der Onward Brass Band, und auch alle seine Brüder musizierten. Schon als Jugendlicher spielte er in Bands wie der Young Olympia Brass Band von Buddy Petit, Seite and Seite mit dem jungen Sidney Bechet, wo er zunächst Klarinette spielte, bis er sich Trommeln kaufen konnte. Als Trommler entwickelte er rasch einen eigenen Stil. Seit 1917 lebte er in Chicago, wo er tagsüber in einer Fabrik arbeitete und abends mit lokalen Bands spielte, bevor er eigene Gruppen gründete. Ab 1920 ging er auf Tour, u. a. mit Freddie Keppard und seinem Schwager Jimmie Noone. Zurück in New Orleans spielte er bei Luis Russell, 1924 bis 1927 mit King Olivers Dixie Syncopators in Chicago, bevor er wieder nach New Orleans zurückkehrte. Auch später zog es ihn immer wieder in seine Heimatstadt, so nach dem Aufenthalt 1928 bis 1932 in New York City, wo er u. a. wieder bei Luis Russell spielte. 1935 bis 1938 spielte er im Luis Russell Orchester, als diese Begleitband von  Louis Armstrong war. 1941 spielte er kurz wieder mit Armstrong, danach mit Red Allen und in eigenen Bands. 1944 spielte er mit Sidney Bechet. Danach richtete er sich wieder in New Orleans als Basis ein, tourte aber noch gelegentlich nach New York, Chicago (so 1953 mit Art Hodes), Los Angeles (1955) und Kanada (1959). Er leitete eigene Bands (u. a. mit der Sängerin Blanche Thomas), spielte in Prozessionen und ließ 1955 die Onward Brass Band seines Vaters wiedererstehen. Sein Stück Bourbon Street Parade entwickelte sich zu einem Klassiker. Er starb 1969 an deren Spitze während einer Parade im Mardi Gras. Im gleichen Jahr war seine Band als erste schwarze Band in der Proteus-Parade des Lundi Gras (dem Vortag des Mardi Gras) zugelassen worden.

## Diskographische Hinweise
- Streets of the City (504 Records, 1950–56)
- Paul Barbarin and his Band (Storyville, 1951) mit Johnny St. Cyr
- In Concert 1951–1959 (504 Records, 1951–59)
- Paul Barbarin and His New Orleans Band (Atlantic, 1955) mit John Brunious Sr., Danny Barker, Milt Hinton
- In Concert 1968 at Connecticut Traditional Jazz Club (Jazz Crusade, 1968)